# Roseland (Nebraska)
Roseland je selo u američkoj saveznoj državi Nebraska. Prema popisu stanovništva iz 2010. u njemu je živjelo 235 stanovnika.